# Píla (okres Lučenec)
Píla je obec na Slovensku v okresu Lučenec v Banskobystrickém kraji. Žije v ní 248 obyvatel.

## Historie
Vesnice vznikla ve 14. století jako osada dřevorubců a patřila k divínskému panství Balassovců. První písemná zmínka o ní pochází z roku 1456 a vesnice je v ní zmiňována pod názvem Fyryz. Původně obec ležela v dolině ve výši dnešního mlýna. V roce 1742 ji celou zničila velká povodeň. Ti, kteří běsnění živlů přežili, postavili novou obec v místě osady Gúrovci. V roce 1828 měla znovu 24 domů a 142 obyvatel. Zabývali se málo výnosným zemědělstvím a chovem dobytka. Zemědělství bylo hlavním zaměstnáním i za první republiky.
Středem obce protéká místní potok Pilňanka, který napájí množství malých přítoků. Pilňanka se vlévá do Krivánského potoka, který byl vyhlášen za přírodní památku, na jeho březích roste vzácná rostlina pérovník pštrosí.
Od začátku 20. století působila v obci církevní evangelická škola. V roce 1938 k ní přibyla církevní katolická škola, v současnosti jsou obě bez žáků. Po druhé světové válce byla v obci postavena budova tehdejšího obecního úřadu, obecní maštale pro spolek soukromě hospodařících rolníků, který svoji činnost ukončil až v roce 1981. V 70. letech v čase největšího rozkvětu obce si místní občané svépomocí postavili budovu kulturního domu, pohostinství, prodejnu smíšeného zboží a dům smutku. Byl též vybudován nový podjezd do obce, který je jediným vstupem do ní. Původní nyní slouží pouze pro potok Pilňanka.
Stará a cizojazyčná pojmenování obce byla: Fyryz (1456), Fyreez (1502), maďarsky Fürész. Dnešní pojmenování obce Píla je od roku 1808.

## Pamětihodnosti
- Vesnická zvonice, jednoduchá zděná stavba na půdorysu čtverce s jehlancovou helmicí, údajně z druhé poloviny 18. století.
- Do správního území obce zasahuje část přírodní památky Krivánsky potok.